# إبراهام إلياس عيسى
إبراهام إلياس عيسى (بالإنجليزية: Abraham Elias Issa)‏ هو شخصية أعمال جامايكي، ولد في 10 أكتوبر 1905 في كينغستون في جامايكا، وتوفي في 29 نوفمبر 1984.